# Російська Радянська Федеративна Соціалістична Республіка
Російська Радянська Федеративна Соціалістична Республіка (РРФСР; рос. Росси́йская Сове́тская Федерати́вная Социалисти́ческая Респу́блика, РСФСР) — офіційна назва у 1936—1991 роках республіки у складі Радянського Союзу, яку почали використовувати замість іншої — Російська Соціалістична Федеративна Радянська Республіка (РСФРР), якою від 19 липня 1918 року називали утворену внаслідок збройного повстання більшовиків проти Тимчасового Уряду демократичної Російської республіки в листопаді 1917 року (Жовтневий переворот).

## Історія

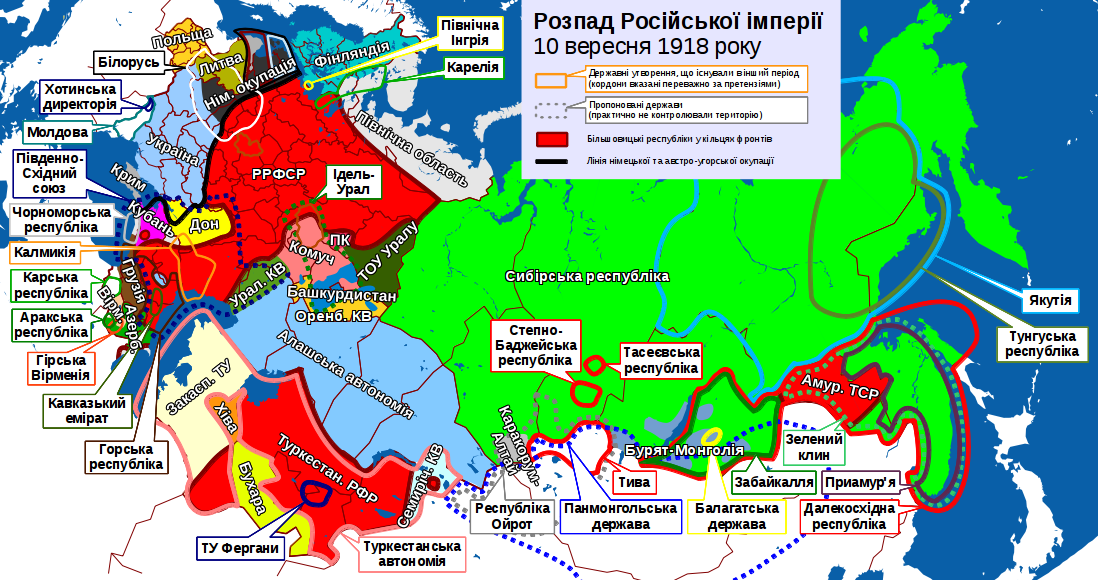
Контрольована РРФСР територія на карті після розпаду Російської імперії (вересень 1918)

Революційний уряд — Рада народних комісарів (Раднарком) на чолі з Володимиром Леніним домігся схвалення перевороту 2 Всеросійським з'їздом рад у Петрограді. Спочатку ця республіка називалася РСФРР (Російська Соціалістична Федеративна Радянська Республіка), вона була прийнята в січні 1918 року, а 19 липня 1918 року 5 Всеросійський з'їзд рад схвалив Конституцію РСФРР. Згодом внаслідок прийняття нових Конституцій СРСР 1936 року та РРФСР 1937 року назва змінилася на РРФСР і була такою до припинення існування СРСР.
Творці РРФСР вважали нову державну формацію за спадкоємця колишньої Росії, але коли окремі країни на її території — Україна, Білорусь, балтійські й закавказькі народи — оформились у національні держави, уряд РРФСР, під впливом міжнародних і воєнних обставин, тактично визнав їх незалежність (17.12.1917 Раднарком Росії визнав УНР[джерело?]), а пізніше розпочав проти них інтервенцію. З метою прикриття інтервенції виглядом громадянської війни, уряд РРФСР користувався місцевими радянськими урядами та військовими формаціями, в яких основну роль відігравали росіяни. Три збройних напади РРФСР проти України в 1917—1921 мали на меті ліквідувати українську національну державність і відновити єдність колишньої Російської імперії. З цією метою утворено Українську Радянську Соціалістичну Республіку, яка була витвором російських комуністів та уряду РРФСР. Вже під час громадянської війни УРСР стала залежною від РРФСР, хоча формально між ними існували союзно-договірні зв'язки. Роль російських комісарів при українському радянському уряді та прерогативи головного російського командування в УРСР і централізованих органів РКП(б) перевищували компетенції державних органів УРСР та КП(б)У.
На основі так званого військово-політичного союзу між РРФСР й іншими радянськими республіками, декретованого російським Раднаркомом 1 червня 1919, УРСР, БРСР, Литва і Латвія підпорядкували зверхництву радянської Росії такі справи: військові, ради народного господарства, фінанси і працю. 28 грудня 1920 уряди РРФСР і УРСР підписали «робоче-селянський союзний договір», який оформив попередньо декретований союз, зводячи фактично УРСР до автономної одиниці РРФСР. Формально УРСР продовжувала бути «самостійною» аж до утворення СРСР у грудні 1922 року. У колах РКП(б) були зроблені спроби в 1921-1923 роках включити радянські республіки до складу РРФСР на базі автономності (Сталін та інші). Перемогла з тактичних міркувань більш поміркована концепція союзного зв'язку.
РРФСР була задумана більшовицькою партією як «федеративна» держава, в рамках якої народи і національності Росії мали б самовизначитися як автономні одиниці; в 1919—1923 роках були утворені автономні республіки й області деяких народів на території РРФСР (Татарська, Башкирська, Карельська, Киргизька, Туркестанська та інші). Але, поза назвою, РРФСР не мала федеративного характеру. Справами національностей і складових частин «федерації» відав Народний комісаріат у справах національностей, очолюваний Сталіним. При наркоматі діяла дорадча рада з представників окремих національностей, у тому числі й таких, які входили до складу інших радянських республік. Напередодні утворення СРСР у складі РРФСР було сім автономних республік, дев'ять автономних областей; під безпосереднім впливом РРФСР були також дві «народні» радянські республіки, а в так званих союзно-договірних взаєминах перебували п'ять окремих радянських республік, у тому числі УРСР. Взаємини останніх з РРФСР так само характеризували тісне підпорядкування російським державним органам, централізація різних ділянок управління, уніфікація законодавства та політики.
30 грудня 1922 року створено союз республік СРСР, до якого увійшли РРФСР, УРСР, Білоруська РСР та Закавказька Радянська Федеративна Соціалістична Республіка (Азербайджан, Вірменія і Грузія). Фактично СРСР був продовженням РРФСР. Складові частини РРФСР іноді міняли своє конституційне становище, утворювалися нові автономні республіканські, обласні або національні округи, деякі одиниці здобували статус союзних республік і виходили зі складу РРФСР, інші змінювали свою територію і назви. У 1954 році Кримська область (до 1944 року Кримська АРСР) була передана до складу УРСР.

## Адміністративний поділ та загальні відомості
У 1973 році до складу РРФСР входили такі одиниці: 16 автономних республік, 5 автономних областей, 10 національних округів, 6 країв і 49 областей (два останні типи є адміністративно-територіального, а не національно-політичного характеру).
Територія РРФСР становила 17,1 млн км², тобто 76 % всієї території СРСР.
З правно-устроєвого погляду РРФСР не мала повних ознак федерації: існувала однопалатна система (Верховна Рада РРФСР); уряд (Рада Міністрів та Верховний Суд й інші центральні республіканські органи) не відтворювала федерального складу держави. Його осередком була Москва, яка одночасно була столицею СРСР. В РРФСР не було окремої, бодай формальної партійної організації, як у випадку інших союзних республік, бо КПРС на ділі була російською партією. У 1956 році Хрущов утворив окреме бюро ЦК КПРС для РРФСР (ліквідоване в 1966-му). Попри назву, РРФСР була скоріше унітарним державним утворенням.

## Населення
Населення у 1973 становило 132,5 млн — 53,4 % всього населення СРСР. За переписом 1970 чисельність росіян 107,7 млн. (82,8 %), татар 4 758 000 (3,7 %), українців 3 346 000 (2,9 %), чувашів 1 637 000 (1,3 %), башкирів 1 181 000 (0,9 %), мордви 1 177 000 (0,9 %); інші народи РРФСР кількісно понад пів мільйона: білоруси, євреї, німці, удмурти, марійці, чеченці. У РРФСР жило ще понад 100 менших національностей і мовних груп.
Насправді чисельність неросійських національностей була вищою, оскільки радянські переписи з 1959 і 1970 — неправильні[джерело?]. За переписом 1926 року на території РРФСР (у сучасних межах) жило 6 872 000 українців. Вони жили переважно на українській етнічній (суцільній і мішаній) території, частково в розпорошенні (переважно у великих етнічних островах). Розміщення українців у РРФСР, за В. Кубійовичем, було 1926 (у тис. і % всього населення) таке:
| Розміщення українців у РРФСР              | Розміщення українців у РРФСР | Розміщення українців у РРФСР | Розміщення українців у РРФСР |
| Територія                                 | тис. ос.                     | %                            |                              |
| ----------------------------------------- | ---------------------------- | ---------------------------- | ---------------------------- |
| 1. Українська суцільна, етнічна територія | 3357                         | 66,0                         |                              |
| У тому числі:                             |                              |                              |                              |
| Воронізька і Курська губернія             | 1412                         | 64,2                         |                              |
| Донеччина                                 | 597                          | 76,8                         |                              |
| Західне Передкавказзя                     | 1348                         | 63,8                         |                              |
| 2. Мішана російсько-українська територія  | 1294                         | 29,6                         |                              |
| У тому числі:                             |                              |                              |                              |
| Північна Чернігівщина                     | 124(?)                       | 14,1(?)                      |                              |
| Східне Передкавказзя                      | 1170                         | 33,9                         |                              |
| 3. У діаспорі                             | 2221                         |                              |                              |
| У тому числі:                             |                              |                              |                              |
| В Європейській частині                    | 1076                         |                              |                              |
| В Азійській частині                       | 1145                         |                              |                              |

За радянським переписом 1959 року число українців в РРФСР зменшилося до 3 359 000. Насправді на осіб українського походження можна дати приблизне число — понад 9 мільйонів. Третя за кількістю національність — українці — не має в РРФСР жодної національної територіальної одиниці, хоча українське населення становить більшість у поданих вище краях (див. докладніше Кубань, Донеччина, Слобожанщина, Ставропільщина, Терщина, Надволжя, Урал, Сибір, Зелений Клин). Яке є справжнє число невідомо, оскільки проводилася посилена русифікація.